# Фредді Гіббс
Фредрік Джамель Тіптон (нар. 14 червня 1982, Гері, Індіана, США), більш відомий під псевдонімом Фредді Гіббс англ. Freddie Gibbs — американський репер. У 2006 році він підписав контракт з Interscope Records і записав свій дебютний альбом для цього лейбла, однак реліз був скасований, і його виключили з лейбла через зміни в керівництві. Пізніше Гіббс підписав контракт із CTE World Young Jeezy у 2011 році та випустив низку мікстейпів через лейбл, у тому числі його відомий Baby Face Killa 2012 року.
Його альбом Alfredo 2020 року останній був номінований як найкращий реп-альбом на 63-тій щорічній церемонії «Греммі».
Гостева поява Фредді в пісні Каньє Веста та Ty Dolla Sign «Back to Me» у 2024 році досягла 26 позиції в Billboard Hot 100 і стала його дебютом у чарті, хоча в офіційній версії він залишається без згадки в пісні.

## Раннє життя
Фредрік Тіптон народився і виріс у Гері, штат Індіана, і виріс на 17-й вулиці Вірджинія на східній стороні міста. Він грав у футбол в Університеті Болл Стейт на спортивну стипендію, але врешті був виключений з коледжу. У віці 19 років він був зарахований до армії США, коли його судили за звинуваченням у крадіжці та володінні зброєю, але був безчесно звільнений лише через вісім місяців після того, як його спіймали за курінням марихуани.
Потім він почав працювати в торговому центрі Гері, де зустрів місцевого хіп-хоп продюсера Фінгера Ролла, який, за словами Гіббса, був «єдиним [у Гері], хто мав студію». Потім Гіббс приєднався до команди Finger Roll No Tamin Entertainment і почав займатися репом.

## Кар'єра

### 2004–2011: початок кар’єри та CTE World
Реп-кар'єра Фредді розпочалася в 2004 році, коли він самостійно випустив свій перший повноформатний мікстейп під назвою Full Metal Jackit, який того ж року продовжив сиквелом. Приблизно в той час він підписав контракт з Interscope Records і почав працювати над своїм дебютним альбомом, але був виключений з лейбла наприкінці 2006 року, коли чоловік, який підписав його, Джо Вайнбергер, покинув лейбл. Гіббс випустив свій перший EP Str8 Killa в серпні 2010 року.
Він продовжував самостійно випускати мікстейпи до 2011 року, коли підписав контракт із звукозаписним лейблом Young Jeezy CTE World. У лютому того ж року Гіббс оголосив, що він об’єднався з колегами-реперами King Chip і The Cool Kids для створення супергрупи Pulled Over by the Cops (P.O.C.). У жовтні він випустив мікстейп Cold Day in Hell, в якому серед гостей виступили Young Jeezy, Juicy J і 2 Chainz. Мікстейп отримав значне висвітлення в таких виданнях, як Pitchfork і XXL, і з’явився в списку фрешменів у 2010 році. Гіббс і хіп-хоп продюсер Madlib випустили два EP під назвою Thuggin' і Shame у вересні 2011 року та червні 2012 року відповідно. Мініальбоми слугували прев’ю для майбутнього спільного альбому, який спочатку називався Cocaine Piñata, а пізніше був перейменований просто на Piñata.
Незабаром після випуску Cold Day in Hell він оголосив, що його наступним мікстейпом стане мікстейп Gangsta Grillz під назвою Baby Face Killa. Він був випущений 25 вересня 2012 року, і в ньому взяли участь Фаррелл Вільямс, Jadakiss, Jay Rock, Currensy, YG та інші. Другий трек з альбому, «Still Livin'», був показаний на віртуальній внутрішньоігровій радіостанції Radio Los Santos у відеогрі Grand Theft Auto V.

### 2012–2018: Сольні альбоми таPiñata
11 грудня 2012 року Гіббс оголосив, що він більше не є членом лейблу CTE. Він уточнив, що між ним і Young Jeezy немає ніяких суперечок. 27 травня 2013 року Фредді Гіббс оголосив, що планує випустити свій дебютний альбом ESGN (Evil Seeds Grow Naturally) 9 липня 2013 року на власному однойменному лейблі. Альбом вийшов 20 червня, за три тижні до запланованої дати релізу, через витік в мережу.
У вересні 2013 року Фредді Гіббс і Madlib випустили Deeper, останній міні-альбом з трилогії Piñata. Сам Piñata був випущений 18 березня 2014 року. Альбом отримав загальне визнання музичних критиків із оцінкою 82 на сайті Metacritic. Він досяг 39 позиції в чарті Billboard 200 і сьомої позиції в чарті найкращих реп-альбомів США. 1 липня 2014 року Гіббс, Young Thug і ASAP Ferg випустили сингл під назвою «Old English». 23 липня 2020 року Асоціація індустрії звукозапису Америки (RIAA) присудила йому золотий сертифікат за продаж понад 500 000 сертифікованих одиниць. У жовтні 2014 року Gibbs і Madlib випустили свій четвертий EP під назвою Knicks (Remix).
У березні 2015 року Гіббс випустив мініальбом з трьох треків під назвою Pronto, за яким вийшов його другий сольний студійний альбом Shadow of a Doubt, випущений 20 листопада 2015 року. Третій сольний студійний альбом You Only Live 2wice був випущений у березні 2017 року. У червні 2018 року він випустив свій четвертий студійний альбом Freddie без будь-яких попередніх оголошень.

### 2018–сьогодення: подальша співпраця та зростання успіху
Після успіху Piñata в травні 2016 року Фредді Гіббс і Медліб оголосили, що вони готують другий спільний альбом. Результатом проекту став альбом Bandana, який вийшов у червні 2019 року. Bandana був випущений на Keep Cool Records, RCA Records, Madlib Invasion і ESGN і отримала схвалення критиків.
Гіббс також випустив кілька спільних альбомів з продюсером The Alchemist. Їхнім першим спільним проектом був Fetti, спільний альбом Гіббса, The Alchemist і репера Currensy. Альбом був звільнений у жовтні 2018 року. Потім Гіббс і The Alchemist випустили другий спільний альбом Alfredo в травні 2020 року. Альбом дебютував під номером 15 у Billboard 200, що зробило його найуспішнішим альбомом Гіббса та The Alchemist на сьогоднішній день. Він був добре сприйнятий критиками та номінуваний на премію «Греммі» за найкращий реп-альбом на 63-й щорічній церемонії вручення премії «Греммі».
У червні 2020 року Фредді Гіббс підписав контракт з Warner Records. Наприкінці 2020 та на початку 2021 року він випустив три сингли на лейблі: «4 Thangs», у якому виступають гостьові репер Біг Шон і продюсер Hit-Boy, «Gang Signs», за участю Schoolboy Q і «Big Boss Rabbit». У вересні 2022 року Фредді випустив свій п’ятий сольний альбом Soul Sold Separately.
Окрім своїх музичних починань, Гіббс зіграв епізодичну роль у першому сезоні драматичного серіалу Starz «Влада в нічному місті. Книга IV: Сила» у березні 2022 року. Він зіграв роль кузена Бадді, косоокого торговця наркотиками.
30 жовтня 2024 року Фредді оголосив про випуск свого шостого студійного альбому You Only Die 1nce. Альбом вийшов 1 листопада.

## Сприйняття
Критики визнали Фредді Гіббса технічно досвідченим і стилістично різноманітним репом. Метью Рамірез з NPR описав його як «вічного техніка». Тшепо Мокоена з The Guardian охарактеризував його як «репера класичного репера» і заявив, що «коли мова йде про техніку та універсальність, він може захопити дух». Він брав участь у саундтреках до Max Payne 3, NBA 2K12, Sleeping Dogs і Grand Theft Auto V.
Фредді Гіббс назвав Scarface, DMX, 2Pac, Jay-Z, Nas, Bone Thugs-N-Harmony, Geto Boys, UGK, Three 6 Mafia, Outkast, Raekwon, Eminem, Twista, Ice Cube, Noreaga, Juvenile, Spice 1, De La Soul, Kool G Rap, Black Thought, Mos Def, Jeezy та Ol' Dirty Bastard як деякі з його натхнень.

## Особисте життя
4 листопада 2014 року озброєний чоловік відкрив вогонь по Фредді Гіббсу, коли він сидів у машині після виступу в Брукліні. Гіббс втік неушкодженим, а двоє членів його оточення отримали вогнепальні поранення, несумісні з життям.
У травні 2015 року Фредді запустив GoFundMe, щоб допомогти придбати шкільне приладдя для дітей у Гері, Індіана. На сторінці сайту Гіббс пояснив: «Коли я виріс у Гері, у такої дитини, як я, було мало можливостей зробити щось із себе. Не маючи елементарних речей... у багатьох із нас було мало мотивації успішно навчатися в школі, і багатьох з нас це направило на темний шлях. Допомагаючи цим студентам придбати базове приладдя, на яке заслуговує кожен студент, ви збільшите їхні шанси на світле майбутнє».
Гіббс сказав, що, хоча він і не є прихильником релігії, він найбільше вважає себе мусульманином, називаючи це «особистими стосунками між мною та Богом».
Гіббс є батьком двох дітей: доньки (2015 року народження) від колишньої нареченої Еріки Дікерсон і сина від попередніх стосунків.

## Скандали
Перед концертом у Le Rex у Тулузі, Франція, у червні 2016 року Гіббс був заарештований за європейським ордером на арешт, виданим за зґвалтування, яке ймовірно сталося в Австрії в 2015 році і екстрадований до Австрії за сексуальні злочини та звинувачення в нападі. Гіббс сказав, що він «не має наміру уникнути правосуддя, будь то французьке чи австрійське» і наступного місяця його звинуватили в сексуальному насильстві над двома жінками. Після кількох тижнів ув’язнення його звільнили під заставу в 50 тисяч євро і виправдали за всіма звинуваченнями у вересні 2016 року.
Фредді Гіббс брав участь у кількох публічних сварках з іншими реперами. У грудні 2021 року повідомлялося, що Гіббса побили члени оточення Джима Джонса в ресторані в Маямі. Його найпомітнішою ворожнечею стала з репером Benny the Butcher з групи Griselda. У серпні 2022 року, після кількох місяців обміну образами з Бенні в соціальних мережах, Фредді був побитий великою групою людей під час побачення в ресторані Dinosaur BBQ у Баффало, штат Нью-Йорк. TMZ отримав кадри бійки, завдяки чому відео стало вірусним. Benny the Butcher підтвердив свою причетність до інциденту, опублікувавши в соціальних мережах зображення ланцюжка, нібито відібраного у Гіббса під час бійки. У січні 2024 року в інтерв’ю The Breakfast Club Бенні заявив, що сварка між двома реперами закінчилася, але він не зацікавлений у тому, щоб загладити провину перед Гіббсом.

## Дискографія
Студійні альбоми
- ESGN (2013)
- Shadow of a Doubt (2015)
- You Only Live 2wice (2017)
- Freddie (2018)
- $oul $old $eparately (2022)
- You Only Die 1nce (2024)

Спільні альбоми
- Piñata з Madlib (2014)
- Fetti з Curren$y та The Alchemist (2018)
- Bandana з Madlib (2019)
- Alfredo з The Alchemist (2020)

Сольні мікстейпи
- Full Metal Jackit: The Mixtape, Vol. 1 (2004)
- Full Metal Jackit: The Mixtape, Vol. 2 (2004)
- This Is My Hustle: Volume 1 (2005)
- Live From Gary, Indiana (2006)
- Live From Gary, Indiana: Part 2 (2008)
- The Miseducation of Freddie Gibbs (2009)
- Midwestgangstaboxframecadillacmuzik (2009)
- Str8 Killa No Filla (2010)
- Cold Day In Hell (2011)
- Baby Face Killa (2012)

Спільні мікстейпи
- No Tamin' Entertainment Presents: Big Bizness: The Mixtape, Vol. 1 з DJ Roc та Finger Roll (2005)
- No Tamin' Entertainment Presents: Big Bizness: The Mixtape, Vol. 2' з DJ Roc та Finger Roll (2006)
- Gangsta Island: Soundtrack for Tha Streetz з Sani G, DJ Roc, and DJ Jedi (2006)
- G.I.B.B.S. Inc. & NTG Present: Big Bizness: The Mixtape, Vol. 3 з DJ Roc та Finger Roll (2007)
- Gangsta Island: Soundtrack for Tha Streetz, Vol. 2 з JFK, DJ Roc та DJ Stanun (2011)

Збірки та мініальбоми
- The Miseducation of Freddie Gibbs - EP (2009)
- The Labels Tryin' To Kill Me: The Best of Freddie Gibbs з DJ Skee (2009)
- Playa - EP (2010)
- Str8 Killa - EP (2010)
- Lord Giveth, Lord Taketh Away - EP з Statik Selektah (2011)
- Str8 Slammin' (2011)
- Str8 Slammin': Vol. 2 (2011)
- Str8 Slammin': Vol. 3 (2011)
- Thuggin' - EP з Madlib (2011)
- Shame - EP з Madlib (2012)
- Deeper - EP з Madlib (2013)
- Knicks (Remix) - EP з Madlib (2014)
- The Tonite Show - EP з DJ Fresh a.k.a. The World's Freshest (2014)
- Pronto - EP з Madlib (2015)

## Нагороди та номінації
| Нагорода | Рік  | Робота                           | Категорія            | Результат | Прим.  |
| -------- | ---- | -------------------------------- | -------------------- | --------- | ------ |
| «Греммі» | 2021 | Alfredo (спільно зThe Alchemist) | найкращий реп-альбом | Номінація | [ 69 ] |